# جان لول
جان لول (John Lowell) (زادهٔ ۱۷ ژوئن ۱۷۴۳ – درگذشتهٔ ۶ مه ۱۸۰۲)، نمایندهٔ کنگرهٔ کنفدراسیون، قاضی دادگاه استیناف زیر نظر اصول کنفدراسیون، قاضی دادگاه منطقه‌ای ایالات متحده در منطقهٔ ماساچوست و قاضی حوزهٔ قضایی ایالات متحده در دادگاه استیناف حوزهٔ یکم بود.

## تحصیلات و حرفه
لول در ۱۷ ژوئن ۱۷۴۳ در نیوبری‌پورت، ایالت خلیج ماساچوست، مستعمرهٔ آمریکای بریتانیا چشم به جهان گشود. او در سال ۱۷۶۰ از دانشگاه هاروارد فارغ‌التحصیل شد و در سال ۱۷۶۳، به تحصیل حقوق پرداخت. او از سال ۱۷۶۳ تا ۱۷۷۱ و در سال ۱۷۷۳ و ۱۷۷۵ به حرفهٔ وکالت در نیوبری‌پورت مشغول بود. از سال ۱۷۷۱ تا ۱۷۷۲ و در سال ۱۷۷۴ و ۱۷۷۶، لول عضو انجمن شهر نیوبری‌پورت بود. در بهار ۱۷۷۴، او خطابه‌هایی را امضاء کرد که فرمانداران سلطنتی، توماس هاچینسون و توماس گیج را مورد تحسین و تمجید قرار داده بودند، اما در پایان سال به خاطر این کار عذرخواهی عمومی کرد. لول در سال ۱۷۷۶ و در زمان جنگ استقلال آمریکا با درجهٔ سرگردی در نیروی شبه‌نظامی ماساچوست خدمت کرد. او از سال ۱۷۷۷ تا ۱۷۷۸ و از سال ۱۷۷۹ تا ۱۷۸۱ به کار در دفتر خصوصی وکالت در بوستون، ماساچوست ادامه داد. لول پس از نقل مکان به بوستون، به وکیلی برجسته در ماساچوست تبدیل شد که وکالت مطالبات جنگی در دادگاه نیروی دریایی را بر عهده می‌گرفت که این کار زیربنای ثروت او را تشکیل داد. از ۱۱۰۰ مطالبهٔ جنگی که در بوستون رسیدگی می‌شد، لول تقریباً در ۷۰۰ مورد، وکیل اصلی و در نیمی از تعداد باقی‌مانده، وکیل کمکی بود. او در سال ۱۷۷۸ و از سال ۱۷۸۰ تا ۱۷۸۲، عضو مجلس نمایندگان ماساچوست بود. او نمایندهٔ مجلس مشروطهٔ ماساچوست در سال ۱۷۸۰ بود. او از سال ۱۷۸۲ تا ۱۷۸۳، نمایندهٔ کنگرهٔ کنفدراسیون (کنگرهٔ قاره‌ای) بود. او از سال ۱۷۸۳، قاضی دادگاه استیناف زیر نظر قوانین کنفدراسیون بود. در سال ۱۷۸۴، عضو کمیسیون مرزی میان ماساچوست و نیویورک بود. از سال ۱۷۸۴ تا ۱۷۸۵، عضو مجلس سنای ماساچوست بود. جان در طول زندگی خود توانست از طریق وکالت و سرمایه‌گذاری در بخش کشتیرانی، املاک و اموال قابل توجهی را به دست آورد و با وجود اینکه از خانوادهٔ ثروتمندی نبود، توانست ارزش نام لول را بالا ببرد.

### تأثیر بر لغو برده‌داری در ماساچوست
لول به عنوان یکی از اعضای مجلس مشروطهٔ ماساچوست در سال ۱۷۸۰، بیشتر برای تألیف مادهٔ یکم و اصرارش بر تصویب آن در قانون اساسی آمریکا در یادها مانده‌است، «همهٔ انسان‌ها آزاد و برابر متولد شده‌اند و حقوق طبیعی معین، اساسی و مسلمی دارند که از جملهٔ آنها می‌توان به حق بهره‌مندی و حفاظت از جان و آزادی‌شان اشاره کرد».
پسر لول، کشیش چارلز لول، دکترای الهیات، هشت دهه بعد در نامه‌ای خصوصی نوشت: «پدرم ماده‌ای را در قانون اساسی آمریکا وارد کرد که به موجب آن برده‌داری در ماساچوست لغو شد… و زمانی که این ماده به تصویب رسید، فریاد زد: «از این پس دیگر برده‌داری در ماساچوست وجود نخواهد داشت، برده‌داری از میان رفته‌است و من به عنوان وکیل، خدماتم را به صورت رایگان در اختیار هر برده‌ای که برای آزادی‌اش شکایت کند، قرار خواهم داد، اگر آزادی‌اش از او دریغ شده باشد..» و او طبق این بند از قانون اساسی که در سال ۱۷۸۳ توسط دادگاه عالی ماساچوست معتبر اعلام شد، از بردگان سیاه‌پوست در برابر ارباب‌های‌شان دفاع کرد و از آن زمان، برده‌داری در ماساچوست هیچ جایگاه قانونی نداشته‌است».

### نکاتی مهم از خدمات لول در کنگره
در طول خدمت لول، کنگرهٔ کنفدراسیون در کتابخانهٔ ناسو هال در دانشگاه پرینستون تشکیل جلسه می‌داد و «پایان موفقیت‌آمیز جنگ را به جورج واشینگتن تبریک گفت، خبر امضاء معاهدهٔ نهایی صلح با بریتانیای کبیر را دریافت کرد و به اولین وزیر امور خارجه - از هلند – که در ایالات متحده به رسمیت شناخته شده بود، خوش آمد گفت».

## خدمات قضایی فدرال
در ۲۴ سپتامبر ۱۷۸۹، رئیس‌جمهور جورج واشینگتن، لول را برای دادگاه بخش ایالات متحده در منطقهٔ ماساچوست و برای مسند جدیدی که توسط اساس‌نامه آمریکا تأیید شده بود، کاندیدا شد. لول در ۲۶ سپتامبر ۱۷۸۹ توسط سنای ایالات متحده تأیید شد و حکم انتصاب خود را در ۲۶ سپتامبر ۱۷۸۹ دریافت کرد. خدمت او در ۲۰ فوریه ۱۸۰۱ به دلیل ترفیع‌اش به دادگاه استیناف حوزهٔ یکم خاتمه یافت.
در ۱۸ فوریه ۱۸۰۱، رئیس‌جمهور جان آدامز، لول را برای حوزهٔ قضایی ایالات متحده در دادگاه استیناف حوزهٔ یکم و برای مسند قاضی ارشد که توسط اساس‌نامه آمریکا تأیید شده بود، کاندیدا کرد. لول در ۲۰ فوریه ۱۸۰۱، توسط مجلس سنا تأیید شد و حکم انتصاب خود را در همان روز دریافت کرد. خدمت او در ۶ مه ۱۸۰۲ به دلیل مرگش در راکسبری، ماساچوست خاتمه یافت.

## عضویت
در سال ۱۷۷۸، جان لول یکی از متولیان اصلی آکادمی فیلیپس شد. در سال ۱۷۸۰، لول یکی از بنیان‌گذاران آکادمی هنر و علوم آمریکا شد. در سال ۱۷۸۷، او به عضویت انجمن فلسفی آمریکا درآمد.

## خانواده
جد لول، پرسیوال که تاجر بود در سال ۱۶۳۹ از بریستول، انگلستان، به نیوبری، ایالت خلیج ماساچوست آمد و پدرش، جان، اولین کشیش نیوبری‌پورت و از سال ۱۷۲۶ تا ۱۷۶۷ در آنجا به خدمت مشغول بود.
لول با همسر اول خود، سارا (زادهٔ ۱۴ ژانویه ۱۷۴۵ – درگذشتهٔ ۵ مه ۱۷۷۲)، خواهر استیون هیگینسون، در ۸ ژانویه ۱۷۶۷ ازدواج کرد. آنها صاحب سه فرزند، از جمله جان لول جونیور (زادهٔ ۱۷۶۹- درگذشتهٔ ۱۸۴۰) بودند. نوادگان جان لول جونیور عبارت از تاجر جان آموری لول، اوگاستس لول و رالف لول؛ قضات فدرال جان لول و جیمز آرنولد لول؛ و خواهران و برادران، نویسنده و مبتکر پرسیوال لول، رئیس دانشگاه هاروارد ابوت لارنس لول و شاعر امی لول. همسر لول، سارا، در ۵ مه ۱۷۷۲ درگذشت.
لول در ۳۱ مه ۱۷۷۴ با همسر دوم خود، سوزانا (زادهٔ ۱۷۵۴- درگذشتهٔ ۱۷۷۷) ازدواج کرد. آنها صاحب دو فرزند شدند، از جمله فرانسیس کابوت لول (زادهٔ ۱۷۷۵- درگذشتهٔ ۱۸۱۷) که تاجر بود و شهر لول، ماساچوست به افتخار او نام‌گذاری شده‌است. نوادگان فرانسیس کابوت عبارت از تاجر و نیکوکار جان لول جونیور، قاضی فدرال فرانسیس کابوت لول و معمار گای لول. سوزانا در ۳۰ مارس ۱۷۷۷ درگذشت.
در ۲۵ دسامبر ۱۷۷۸، لول با همسر سوم خود، ربکا (زادهٔ ۱۷۴۷- درگذشتهٔ ۱۸۱۶) ازدواج کرد. آنها چهار فرزند داشتند، از جمله چارلز راسل لول پدر (زادهٔ ۱۷۸۲- درگذشتهٔ ۱۸۶۱). پسر چارلز راسل، شاعر آمریکایی جیمز راسل لول بود. نوه‌های او عبارت از شخصیت معروف جنگ داخلی آمریکا چارلز راسل لول و بانکدار بوستون و وکیل خانواده، ویلیام لول پاتنام. نبیرهٔ او شاعر رابرت لول بود.